# Фазенда (футбольний клуб)
«Фазенда» — український  аматорський футбольний клуб з міста Чернівці. Виступає в обласних змаганнях Чернівецької області. В сезоні 2022/23 клуб брав участь у аматорському кубку України. Також учасник національного (професійного) кубка України сезонів 2023/24 та 2025/26.

## Історія
Клуб веде свій відлік від 2012 року, проте офіційним роком заснування вважається 2014. Клуб носить ім’я спонсора — магазин президента Василя Осачука «Фазенда» у місті Чернівці вже більше 20 років займається постачанням і продажем різноманітної сільськогосподарської та садової техніки. Команда регулярно виступає у чемпіонаті та кубку Чернівецької області. Протягом зимового міжсезоння бере участь в чемпіонаті Чернівців з футзалу та в обласних міні-футбольних змаганнях. В сезоні 2022/23 клуб дебютував на всеукраїнському рівні: а саме в кубку України серед аматорів, а в сезоні 2023/24 команда стала учасником національного кубку України. По завершенню 2023/24 сезону чернівецькій команді вдалось оформити «золотий дубль» в обласних змаганнях своєї області.

### Досягнення
- Кубок України серед аматорів
  -  Півфіналіст: 2022/23
- Чемпіонат Чернівецької області
  -  Чемпіон (3): 2022/23, 2023/24, 2024/25
- Кубок Чернівецької області
  -  Володар (1): 2023/24
  -  Фіналіст (2): 2021, 2022/23

## Персоналії
| Посада            | Ім'я               |
| ----------------- | ------------------ |
| Президент         | Василь Осачук      |
| Головний тренер   | Олександр Степанов |
| Тренер            | Олександр Діденко  |
| Начальник команди | Максим Гринько     |
| Капітан команди   | Валентин Рудич     |

### Відомі футболісти
- Ігор Чайковський
- Олександр Темерівський
- Сергій Ільїн
- Вадим Пислар
- Андрій Шишигін